# UEFA Cup 1990-91
UEFA Cup 1990-91 blev vundet af Internazionale samlet over Roma. Denne turnering var også første gang at engelske hold var med, efter en femårig karantæne som følge af Heysel-tragedien i 1985. Dog deltog kun en klub fra England i turneringen (Aston Villa), i modsætning til normalen på fire.

## Første runde
| Hold 1                   | Samlet | Hold 2                   | 1. kamp       | 2. kamp            |
| ------------------------ | ------ | ------------------------ | ------------- | ------------------ |
| 1. FC Magdeburg          | 1–0    | RoPS                     | 0–0 (Rapport) | 1–0 (Rapport)      |
| Roma                     | 2–0    | Benfica                  | 1–0 (Rapport) | 1–0 (Rapport)      |
| Aston Villa              | 5–2    | FC Baník Ostrava         | 3–1 (Rapport) | 2–1 (Rapport)      |
| Atalanta                 | (a)1–1 | Dinamo Zagreb            | 0–0 (Rapport) | 1–1 (Rapport)      |
| Bayer 04 Leverkusen      | 2–1    | FC Twente                | 1–0 (Rapport) | 1–1(aet) (Rapport) |
| Borussia Dortmund        | 4–0    | Chemnitzer FC            | 2–0 (Rapport) | 2–0 (Rapport)      |
| Brøndby IF               | 6–4    | Eintracht Frankfurt      | 5–0 (Rapport) | 1–4 (Rapport)      |
| Derry City F.C.          | 0–1    | Vitesse                  | 0–1 (Rapport) | 0–0 (Rapport)      |
| FC Avenir Beggen         | 2–6    | FK Inter Bratislava      | 2–1 (Rapport) | 0–5 (Rapport)      |
| FC Chornomorets Odessa   | 4–3    | Rosenborg B.K.           | 3–1 (Rapport) | 1–2 (Rapport)      |
| FC Dnipro Dnipropetrovsk | 2–4    | Hearts                   | 1–1 (Rapport) | 1–3 (Rapport)      |
| FC Torpedo Moscow        | 5–2    | GAIS                     | 4–1 (Rapport) | 1–1 (Rapport)      |
| FC Politehnica Timişoara | 2–1    | Atlético Madrid          | 2–0 (Rapport) | 0–1 (Rapport)      |
| Fenerbahçe               | 6–2    | Vitória SC               | 3–0 (Rapport) | 3–2 (Rapport)      |
| FH                       | 3–5    | Dundee United F.C.       | 1–3 (Rapport) | 2–2 (Rapport)      |
| GKS Katowice             | 4–0    | Turun Palloseura         | 3–0 (Rapport) | 1–0 (Rapport)      |
| Glenavon F.C.            | 0–2    | Bordeaux                 | 0–0 (Rapport) | 0–2 (Rapport)      |
| Hibernians FC            | 0–5    | Partizan                 | 0–3 (Rapport) | 0–2 (Rapport)      |
| IFK Norrköping           | 1–3    | Köln                     | 0–0 (Rapport) | 1–3 (Rapport)      |
| Iraklis                  | 0–2    | Valencia                 | 0–0 (Rapport) | 0–2(aet) (Rapport) |
| KF Partizani Tirana      | 0–2    | FC Universitatea Craiova | 0–1 (Rapport) | 0–1 (Rapport)      |
| Lausanne Sports          | 3–3(a) | Real Sociedad            | 3–2 (Rapport) | 0–1 (Rapport)      |
| MTK Hungária FC          | 2–3    | FC Lucerne               | 1–1 (Rapport) | 1–2 (Rapport)      |
| PFC Slavia Sofia         | 4–5    | AC Omonia                | 2–1 (Rapport) | 2–4(aet) (Rapport) |
| R. Antwerp F.C.          | 1–3    | Ferencváros              | 0–0 (Rapport) | 1–3(aet) (Rapport) |
| Anderlecht               | 4–0    | Petrolul Ploieşti        | 2–0 (Rapport) | 2–0 (Rapport)      |
| Roda JC                  | 2–6    | AS Monaco FC             | 1–3 (Rapport) | 1–3 (Rapport)      |
| Sevilla FC               | (p)0-0 | PAOK FC                  | 0–0 (Rapport) | 0–0 (Rapport)      |
| Rapid Wien               | 3–4    | Internazionale           | 2–1 (Rapport) | 1–3(aet) (Rapport) |
| Sporting CP              | 3–2    | Y.R. K.V. Mechelen       | 1–0 (Rapport) | 2–2 (Rapport)      |
| Vejle Boldklub           | 0–4    | Admira Wacker            | 0–1 (Rapport) | 0–3 (Rapport)      |
| Zagłębie Lubin           | 0–2    | Bologna                  | 0–1 (Rapport) | 0–1 (Rapport)      |

1 The Returkamp was after the German reunification

### Første kamp
| 19. september 1990 |

| Brøndby IF                                                   | 5–0 | Eintracht Frankfurt |
| ------------------------------------------------------------ | --- | ------------------- |
| Okechukwu 9' · Christensen 54', 63' (str.), 83' · Madsen 80' |     |                     |

| Idrætsparken, København |

| 19. september 1990 |

| Roma         | 1–0 | Benfica |
| ------------ | --- | ------- |
| Carnevale 1' |     |         |

| Rom |

| 19. september 1990 |

| Atalanta | 0–0 | Dinamo Zagreb |
| -------- | --- | ------------- |
|          |     |               |

| Bergamo |

| 19. september 1990 |

| Rapid Wien                        | 2–1 | Internazionale |
| --------------------------------- | --- | -------------- |
| Pfeifenberger 56' · Keglevits 72' |     | Matthäus 6' ·  |

| Vienna |

| 19. september 1990 |

| Zagłębie Lubin | 0–1 | Bologna      |
| -------------- | --- | ------------ |
|                |     | Bonini 79' · |

| Lubin |

| 19. september 1990 |

| Poli Timişoara                    | 2–0 | Atlético Madrid |
| --------------------------------- | --- | --------------- |
| Bungău 43' (str.) · O.Popescu 62' |     |                 |

| "1 Mai", Timișoara Tilskuere: 40.000 Dommer: Yusuf Namoğlu (Tyrkiet) |

| 19. september 1990 |

| Partizani Tirana | 0–1 | Universitatea Craiova |
| ---------------- | --- | --------------------- |
|                  |     | Ciurea 86' ·          |

| Qemal Stafa Stadium, Tirana Tilskuere: 15.000 Dommer: Michel Vautrot (Frankrig) |

| 19. september 1990 |

| Anderlecht                      | 2–0 | Petrolul Ploiești |
| ------------------------------- | --- | ----------------- |
| Verheyen 65' · Nilis 85' (str.) |     |                   |

| Constant Vanden Stock, Bruxelles Tilskuere: 9.000 Dommer: Emilio Soriano Aladrén (Spanien) |

### Returkamp
| 3. oktober 1990 |

| Eintracht Frankfurt                              | 4–1 | Brøndby IF        |
| ------------------------------------------------ | --- | ----------------- |
| Yeboah 5' · Eckstein 22' · Bein 37' · Möller 87' |     | Christensen 28' · |

| Frankfurt am Main |

Brøndby vandt 6–4 samlet.
| 3. oktober 1990 |

| Benfica | 0–1 | Roma           |
| ------- | --- | -------------- |
|         |     | Giannini 27' · |

| Lissabon |

Roma vandt 2–0 samlet.
| 3. oktober 1990 |

| Dinamo Zagreb | 1–1 | Atalanta           |
| ------------- | --- | ------------------ |
| Boban 53'     |     | Evair 60' (str.) · |

| Zagreb |

Dinamo Zagreb 1–1 Atalanta samlet. Atalanta vandt på reglen om udebanemål.
| 3. oktober 1990 |

| Internazionale                  | 3 – 1 (efs.) | Rapid Wien  |
| ------------------------------- | ------------ | ----------- |
| Berti 78', 83' · Klinsmann 101' |              | Weber 88' · |

| Verona |

Internazionale vandt 4–3 samlet.
| 3. oktober 1990 |

| Bologna    | 1–0 | Zagłębie Lubin |
| ---------- | --- | -------------- |
| Di Già 90' |     |                |

| Bologna |

Bologna vandt 2–0 samlet.
| 3. oktober 1990 |

| Atlético Madrid | 1–0 | Poli Timişoara |
| --------------- | --- | -------------- |
| Juanito 88'     |     |                |

| Estadio Vicente Calderón, Madrid Tilskuere: 55.000 Dommer: Frans Van Den Wijngaert (Belgien) |

Poli Timişoara vandt 2–1 samlet.
| 3. oktober 1990 |

| Universitatea Craiova | 1–0 | Partizani Tirana |
| --------------------- | --- | ---------------- |
| Zamfir 73'            |     |                  |

| Central, Craiova Tilskuere: 30.000 Dommer: Richard Lewis (England) |

Universitatea Craiova vandt 2–0 samlet.
| 3. oktober 1990 |

| Petrolul Ploiești | 0–2 | Anderlecht       |
| ----------------- | --- | ---------------- |
|                   |     | Nilis 21', 89' · |

| Petrolul Stadium, Ploiești Tilskuere: 9.000 Dommer: Heinz Holzmann (Vesttyskland) |

Anderlecht vandt 4–0 samlet.

## Anden runde
| Hold 1                   | Samlet | Hold 2                   | 1. kamp       | 2. kamp       |
| ------------------------ | ------ | ------------------------ | ------------- | ------------- |
| Köln                     | 2–1    | FK Inter Bratislava      | 0–1 (Rapport) | 2–0 (Rapport) |
| 1. FC Magdeburg          | 0–2    | Bordeaux                 | 0–1 (Rapport) | 0–1 (Rapport) |
| AC Omonia                | 1–4    | Anderlecht               | 1–1 (Rapport) | 0–3 (Rapport) |
| Aston Villa              | 2–3    | Internazionale           | 2–0 (Rapport) | 0–3 (Rapport) |
| Brøndby IF               | 4–0    | Ferencvárosi Torna Club  | 3–0 (Rapport) | 1–0 (Rapport) |
| FC Chornomorets Odessa   | 0–1    | AS Monaco FC             | 0–0 (Rapport) | 0–1 (Rapport) |
| FC Lucerne               | 1–2    | Admira Wacker            | 0–1 (Rapport) | 1–1 (Rapport) |
| FC Torpedo Moscow        | 4–3    | Sevilla FC               | 3–1 (Rapport) | 1–2 (Rapport) |
| FC Universitatea Craiova | 0–4    | Borussia Dortmund        | 0–3 (Rapport) | 0–1 (Rapport) |
| Fenerbahçe               | 1–5    | Atalanta                 | 0–1 (Rapport) | 1–4 (Rapport) |
| GKS Katowice             | 1–6    | Bayer 04 Leverkusen      | 1–2 (Rapport) | 0–4 (Rapport) |
| Hearts                   | 3–4    | Bologna                  | 3–1 (Rapport) | 0–3 (Rapport) |
| Real Sociedad            | 1–1(p) | Partizan                 | 1–0 (Rapport) | 0–1 (Rapport) |
| Sporting CP              | 7–2    | FC Politehnica Timişoara | 7–0 (Rapport) | 0–2 (Rapport) |
| Valencia                 | 2–3    | Roma                     | 1–1 (Rapport) | 1–2 (Rapport) |
| Vitesse                  | 5–0    | Dundee United F.C.       | 1–0 (Rapport) | 4–0 (Rapport) |

### Første kamp
| 24. oktober 1990 |

| Brøndby IF                                   | 3 – 0 | Ferencvaros |
| -------------------------------------------- | ----- | ----------- |
| Christofte 29' · Okechukwu 81' · Vilfort 90' |       |             |

| Idrætsparken, København Tilskuere: 14.000 Dommer: Keith Cooper (Wales) |

| 24. oktober 1990 |

| Aston Villa             | 2 – 0 | Internazionale |
| ----------------------- | ----- | -------------- |
| Nielsen 14' · Platt 67' |       |                |

| Villa Park, Birmingham |

| 24. oktober 1990 |

| Fenerbahçe | 0 – 1 | Atalanta       |
| ---------- | ----- | -------------- |
|            |       | Bonacina 43' · |

| Istanbul |

| 24. oktober 1990 |

| Hearts                           | 3 – 1 | Bologna             |
| -------------------------------- | ----- | ------------------- |
| Foster 7', 24' · I. Ferguson 38' |       | Notaristefano 61' · |

| Tynecastle Stadium, Edinburgh |

| 24. oktober 1990 |

| Valencia    | 1 – 1 | Roma             |
| ----------- | ----- | ---------------- |
| Roberto 25' |       | Rizzitelli 73' · |

| Estadio Luís Casanova, Valencia Tilskuere: 35.000 Dommer: Siegfried Kirschen (Østtyskland) |

| 24. oktober 1990 |

| Universitatea Craiova | 0 – 3 | Borussia Dortmund          |
| --------------------- | ----- | -------------------------- |
|                       |       | Zorc 59' · Mill 68', 76' · |

| Central, Craiova Tilskuere: 20.000 Dommer: Carlo Longhi (Italien) |

| 24. oktober 1990 |

| Sporting                                                              | 7 – 0 | Poli Timişoara |
| --------------------------------------------------------------------- | ----- | -------------- |
| Cadete 32', 50', 65' · F.Gomes 37', 63' · Oceano 78' · Bozinovski 90' |       |                |

| Estádio José Alvalade, Lissabon Tilskuere: 65.000 Dommer: Hans-Peter Dellwing (Vesttyskland) |

### Returkamp
| 7. november 1990 |

| Ferencvaros | 0 - 1 | Brøndby IF        |
| ----------- | ----- | ----------------- |
|             |       | Christensen 29' · |

| Stadion Albert Flórián, Budapest Tilskuere: 140 Dommer: Michel Vautrot (Frankrig) |

Brøndby vandt 4-0 samlet.
| 7. november 1990 |

| Internazionale                         | 3 – 0 | Aston Villa |
| -------------------------------------- | ----- | ----------- |
| Klinsmann 7' · Berti 62' · Bianchi 74' |       |             |

| Milano |

Internazionale vandt 3–2 samlet.
| 7. november 1990 |

| Atalanta                                             | 4 – 1 | Fenerbahçe   |
| ---------------------------------------------------- | ----- | ------------ |
| Evair 2' · Perrone 56' · Nicolini 57' · Bonacina 62' |       | İsmail 90' · |

| Bergamo |

Atalanta vandt 5–1 samlet.
| 7. november 1990 |

| Bologna                              | 3 – 0 | Hearts |
| ------------------------------------ | ----- | ------ |
| Détári 19' · Villa 73' · Mariani 84' |       |        |

| Bologna |

Bologna vandt 4–3 samlet.
| 7. november 1990 |

| Roma                             | 2 – 1 | Valencia              |
| -------------------------------- | ----- | --------------------- |
| Giannini 37' · Völler 63' (str.) |       | Fernando 71' (str.) · |

| Stadio Olimpico, Rom Tilskuere: 47.825 Dommer: Gérard Biguet (Frankrig) |

Roma vandt 3–2 samlet.
| 6. november 1990 |

| Borussia Dortmund | 1 – 0 | Universitatea Craiova |
| ----------------- | ----- | --------------------- |
| Zorc 39'          |       |                       |

| Westfalenstadion, Dortmund Tilskuere: 25.000 Dommer: Dimitar Dimitrov (Bulgarien) |

Dortmund vandt 4–0 samlet.
| 7. november 1990 |

| Poli Timişoara                | 2 – 0 | Sporting |
| ----------------------------- | ----- | -------- |
| Vlaicu 45' · Varga 53' (str.) |       |          |

| "1 Mai", Timişoara Tilskuere: 8.000 Dommer: Serge Muhmenthaler (Schweiz) |

Sporting vandt 7–2 samlet.

## Tredje runde
| Hold 1            | Samlet | Hold 2              | 1. kamp       | 2. kamp       |
| ----------------- | ------ | ------------------- | ------------- | ------------- |
| Köln              | 1–2    | Atalanta            | 1–1 (Rapport) | 0–1 (Rapport) |
| Roma              | 7–0    | Bordeaux            | 5–0 (Rapport) | 2–0 (Rapport) |
| Brøndby IF        | 3–0    | Bayer 04 Leverkusen | 3–0 (Rapport) | 0–0 (Rapport) |
| FC Torpedo Moscow | 4–2    | AS Monaco FC        | 2–1 (Rapport) | 2–1 (Rapport) |
| Internazionale    | 4–1    | Partizan            | 3–0 (Rapport) | 1–1 (Rapport) |
| Anderlecht        | (a)2–2 | Borussia Dortmund   | 1–0 (Rapport) | 1–2 (Rapport) |
| Admira Wacker     | 3–3(p) | Bologna             | 3–0 (Rapport) | 0–3 (Rapport) |
| Vitesse           | 1–4    | Sporting CP         | 0–2 (Rapport) | 1–2 (Rapport) |

### Første kamp
| 28. november 1990 |

| Köln             | 1–1 | Atalanta     |
| ---------------- | --- | ------------ |
| Progna 50' (sm.) |     | Bordin 55' · |

| Köln |

| 28. november 1990 |

| Roma                                        | 5–0     | Bordeaux |
| ------------------------------------------- | ------- | -------- |
| Völler 10' 45' (str.) 50' · Gerolin 61' 74' | Rapport |          |

| Stadio Olimpico, Rom Tilskuere: 48.699 Dommer: John Blankenstein (Netherlands) |

| 28. november 1990 |

| Internazionale                              | 3–0 | Partizan |
| ------------------------------------------- | --- | -------- |
| Matthäus 32' · Mandorlini 49' · Bianchi 70' |     |          |

| Milano |

| 28. november 1990 |

| Admira Wacker                   | 3–0 | Bologna |
| ------------------------------- | --- | ------- |
| Gretschnig 31' 55' · Müller 36' |     |         |

| Vienna |

### Returkamp
| 12. december 1990 |

| Atalanta     | 1–0 | Köln |
| ------------ | --- | ---- |
| Nicolini 16' |     |      |

| Bergamo |

Atalanta vandt 2–1 samlet.
| 12. december 1990 |

| Bordeaux | 0–2 | Roma                               |
| -------- | --- | ---------------------------------- |
|          |     | Völler 71' (str.) · Desideri 90' · |

| Bordeaux |

Roma vandt 7–0 samlet.
| 12. december 1990 |

| Partizan       | 1–1 | Internazionale |
| -------------- | --- | -------------- |
| Stevanović 63' |     | Matthäus 65' · |

| Beograd |

Internazionale vandt 4–1 samlet.
| 12. december 1990 |

| Bologna                                  | 3–0 | Admira Wacker |
| ---------------------------------------- | --- | ------------- |
| Waas 7' · Cabrini 51' (str.) · Negro 71' |     |               |

| Bologna |

Bologna 3–3 Admira-Wacker Wien samlet. Bologna vandt 6–5 efter straffesparkskonkurrence.

## Kvartfinaler
| Hold 1     | Samlet | Hold 2            | 1. kamp | 2. kamp |
| ---------- | ------ | ----------------- | ------- | ------- |
| Roma       | 6–2    | Anderlecht        | 3–0     | 3–2     |
| Atalanta   | 0–2    | Internazionale    | 0–0     | 0–2     |
| Bologna    | 1–3    | Sporting CP       | 1–1     | 0–2     |
| Brøndby IF | (p)1-1 | FC Torpedo Moscow | 1–0 ()  | 0–1 ()  |

### Første kamp
| 6. marts 1991 |

| Roma                                   | 3–0     | Anderlecht |
| -------------------------------------- | ------- | ---------- |
| Comi 43' · Völler 74' · Rizzitelli 77' | Rapport |            |

| Rom |

| 6. marts 1991 |

| Atalanta | 0–0     | Internazionale |
| -------- | ------- | -------------- |
|          | Rapport |                |

| Bergamo |

| 6. marts 1991 |

| Bologna        | 1–1     | Sporting CP    |
| -------------- | ------- | -------------- |
| Türkyilmaz 50' | Rapport | Luizinho 89' · |

| Bologna |

| 6. marts 1991 |

| Brøndby    | 1–0     | Torpedo Moskva |
| ---------- | ------- | -------------- |
| Madsen 59' | Rapport |                |

| Brøndby Stadion (Brøndby) Dommer: Marcel van Langenhove (Belgien |

### Returkamp
| 20. marts 1991 |

| Anderlecht                | 2–3     | Roma                   |
| ------------------------- | ------- | ---------------------- |
| Kooiman 77' · Lamptey 82' | Rapport | Völler 22', 55', 70' · |

| Bruxelles Dommer: Peter Mikkelsen (Danmark) |

Roma vandt 6–2 samlet.
| 20. marts 1991 |

| Internazionale            | 2–0     | Atalanta |
| ------------------------- | ------- | -------- |
| Serena 60' · Matthäus 63' | Rapport |          |

| Milano |

Internazionale vandt 2–0 samlet.
| 20. marts 1991 |

| Sporting CP                   | 2–0     | Bologna |
| ----------------------------- | ------- | ------- |
| Cadete 20' · Gomes 80' (str.) | Rapport |         |

| Lissabon |

Sporting CP vandt 3–1 samlet.
| 6. marts 1991 |

| Torpedo Moskva  | 1–0     | Brøndby |
| --------------- | ------- | ------- |
| Shirinbekov 87' | Rapport |         |

| Eduard Streltsov (Moskva) Dommer: John Blankenstein (Holland |

|                     |     | Straffesparkskonkurrence                  |  |
| Rogovskoi Afanasiev | 2-4 | Madsen Christofte Christensen Kim Vilfort |  |

Kampen endte 1–1 samlet. Brøndby IF vandt 4-2 efter straffesparkskonkurrence

## Semifinaler
| Hold 1      | Samlet | Hold 2         | 1. kamp | 2. kamp |
| ----------- | ------ | -------------- | ------- | ------- |
| Brøndby IF  | 1–2    | Roma           | 0–0     | 1–2     |
| Sporting CP | 0–2    | Internazionale | 0–0     | 0–2     |

### Første kamp
| 10. april 1991 |

| Brøndby IF | 0–0     | Roma |
| ---------- | ------- | ---- |
|            | Rapport |      |

| København |

| 10. april 1991 |

| Sporting CP | 0–0     | Internazionale |
| ----------- | ------- | -------------- |
|             | Rapport |                |

| Lissabon |

### Returkamp
| 24. april 1-991 |

| Roma                        | 2–1     | Brøndby IF       |
| --------------------------- | ------- | ---------------- |
| Rizzitelli 33' · Völler 88' | Rapport | Nela 61' (sm.) · |

| Rom |

Roma vandt 2–1 samlet.
| 24. april 1991 |

| Internazionale                      | 2–0     | Sporting CP |
| ----------------------------------- | ------- | ----------- |
| Matthäus 15' (str.) · Klinsmann 35' | Rapport |             |

| Milano |

Internazionale vandt 2–0 samlet.

## Finale

### Første kamp
| 8. maj 1991 |

| Internazionale                  | 2–0     | Roma |
| ------------------------------- | ------- | ---- |
| Matthäus 56' (str.) · Berti 72' | Rapport |      |

| Stadio Giuseppe Meazza, Milano Tilskuere: 69.000 Dommer: Alexey Spirin (USSR) |

### Returkamp
| 22. maj 1991 |

| Roma           | 1–0     | Internazionale |
| -------------- | ------- | -------------- |
| Rizzitelli 83' | Rapport |                |

| Stadio Olimpico, Rom Tilskuere: 72.000 Dommer: Joël Quiniou (France) |

Internazionale vandt 2–1 samlet.